# Theodor-Schwann-Denkmal

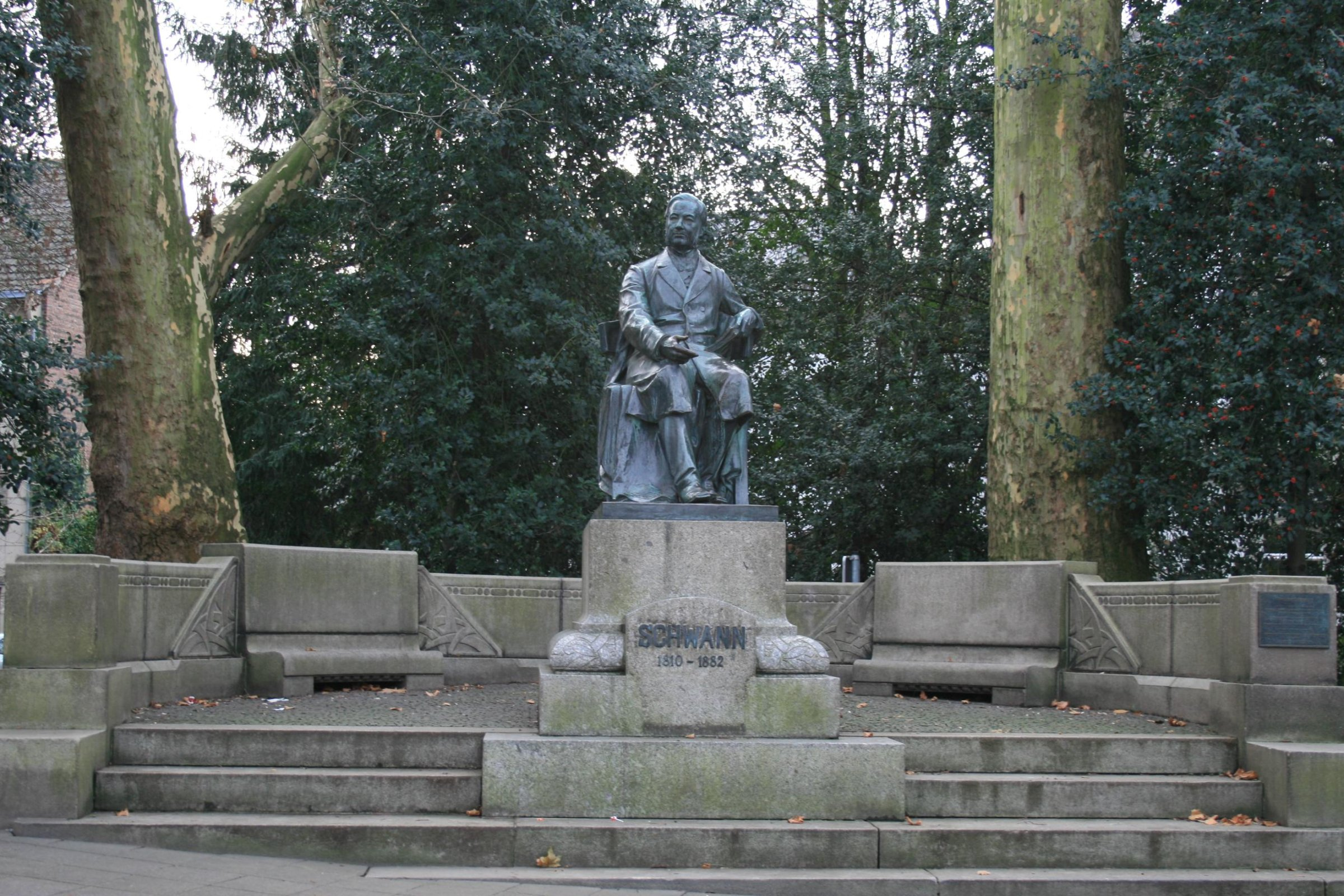
Denkmal (2011)

Postgebäude mit Denkmal (links, 1910)

Das Theodor-Schwann-Denkmal ist ein Sitzbild aus Bronze auf einem massiven Granitsockel. Es befindet sich an der Alten Post in Neuss und erinnert an Theodor Schwann (1810–1882), Professor der Anatomie und Begründer der Zellenlehre. Es wurde 1908 vom Düsseldorfer Bildhauer Josef Hammerschmidt (1873–1926) geschaffen und an der Neusser Promenade am 6. Juni 1909 enthüllt. Das Denkmal wurde 2004 durch die Bürgerstiftung Neuss umfassend gereinigt.